# Château de Colombe-lès-Vesoul
Le château de Colombe-lès-Vesoul est un château du XVIIIe siècle, situé dans ladite commune, à proximité de Vesoul. 

## Description
Il est construit en 1732 par Anatoile Lyautey de Colombe, seigneur de Colombe et d'Essernay, est resté dans la famille depuis lors (passé par mariage à la famille Reboul). Situé sur un plateau de calcaire, il domine la vallée où sillonne la Colombine. Il conserve un décor intérieur de l'époque de sa construction (boiseries, cheminées...) et possède une chapelle privative au premier étage. Les bâtiments annexes sont les dépendances, des écuries, un pigeonnier seigneurial et une tour au fond du parc.

## Les Lyautey de Colombe
Anatoile de Colombe était seigneur de Colombe et d’Essernay, receveur particulier et ancien des finances du Bailliage, vicomte-mayeur de Vesoul.
Les Lyautey de Colombe portait d’azur à la foy d’or en fasce mouvante des deux flancs de l’écu, accompagnée en chef d’un soleil d’or aussi, et en pointe de trois quintefeuilles d’argent.

### Propriétaires successifs
Anatoile Lyautey de Colombe (propriétaire initial), seigneur de Colombe
Jean François Lyautey de Colombe
Anatole Lyautey de Colombe
François Lyautey de Colombe
Charles Lyautey de Colombe
Emmanuel Lyautey de Colombe
Amédée Lyautey de Colombe
Jacques Lyautey de Colombe
Jacqueline Lyautey de Colombe